# Villers-sur-Auchy
Villers-sur-Auchy település Franciaországban, Oise megyében. Lakosainak száma 371 fő (2022. január 1.). Villers-sur-Auchy Ferrières-en-Bray, Hannaches, Saint-Germer-de-Fly és Senantes községekkel határos.

## Népesség
A település népessége az elmúlt években az alábbi módon változott:
| Lakosok száma | 391  | 389  | 390  | 374  | 374  | 372  | 372  | 371  | 371  |
|               | 2013 | 2015 | 2016 | 2017 | 2018 | 2019 | 2020 | 2021 | 2022 |